# David Kezerachvili
David Kezerachvili (en géorgien :  დავით კეზერაშვილი), né le 22 septembre 1978, est un homme politique géorgien, qui a été ministre de la Défense du 10 novembre 2006 au 5 décembre 2008. Il travaillait auparavant pour le ministère de la Finance. Il est limogé de son poste en décembre 2008 lors d'un remaniement majeur du cabinet. Son limogeage était attendu à la suite de la défaite de la Géorgie dans la deuxième guerre d'Ossétie du Sud. Il est remplacé par l'ancien ambassadeur géorgien aux États-Unis, Vasil Sikharulidze.
En janvier et février 2013, plusieurs accusations criminelles, y compris de corruption, ont été apportés par le nouveau gouvernement à son encontre. En octobre de la même année, il est détenu à Aix-en-Provence en France, en attendant l'audition sur son extradition aux autorités géorgiennes. L'avocat de la défense de David Kézérachvili en Géorgie, Shota Mindeli, affirme que les accusations portées contre son client sont « motivées politiquement ». En février 2014, il a été libéré sous surveillance électronique et le tribunal français a refusé de l'extrader en raison de ce qui « semble être une requête à motif politique » de la Géorgie.